# 織田淳太郎
織田 淳太郎（おだ じゅんたろう、本名：石塚 紀久雄、1957年2月11日 - ）は、日本のノンフィクション作家。1990年代半ばから前出のペンネームを使用。

## 経歴・人物
北海道室蘭市出身。北海道室蘭清水丘高等学校卒業。早稲田大学在学中は体育局ボクシング部で、バンタム級を主戦場にして活躍。早大卒業後は雑誌の記者等を経験した後、独立。
スポーツノンフィクションの他、小説等幅広い執筆活動を行っている。
うつ病を患った事があり、精神医療に関連した著書も刊行している。

## 著書
- 「拳闘王 辰吉丈一郎」（1991年 学習研究社）（石塚 紀久雄　名義）
- 「大場政夫の生涯」（1992年 東京書籍）（石塚 紀久雄　名義）
- 「狂気の右ストレート―大場政夫の孤独と栄光」（1996年 中公文庫）
- 「ありがとう―尾崎豊 ラストメッセージ」（1996年 風媒社）
- 「首都高に散った世界チャンプ 大場政夫」（1999年 小学館文庫）
- 「敗者復活戦」（2000年 東京書籍）
- 「ジャッジメント」（2000年 小説・中央公論新社）
- 「巨人軍に葬られた男たち」（2000年 新潮文庫）
- 「論争・長嶋茂雄」（2001年 中公新書クラレ、中公新書クラレ編集部との共著）
- 「トレーナー」（2001年 小説・中央公論新社）
- 「20世紀完全版長嶋茂雄大辞典」（2001年 新潮OH!文庫）
- 「もう一度あるきたい―競歩界のシンデレラガール板倉美紀奇跡の復活」（2002年 文春ネスコ）
- 「コーチ論」（2002年 光文社新書）
- 「捕手論」（2002年 光文社新書）
- 「ニッポン野球珍事件珍記録大全」（2003年 東京書籍）
- 「Sports Graphic Numberベスト・セレクション Ⅲ」（2003年 文藝春秋）
  - （「リングに帰ってきた王者たち―かつての夢路を追う5人の男」で選出）
- 「審判は見た!」（2003年 新潮新書）
- 「ナンバ走り」（2003年 光文社新書、矢野龍彦、金田伸夫との共著）
- 「ナンバのコーチング論 次元の違う「速さ」を獲得する」（2004年 光文社新書）
- 「医者にうつは治せない」（2005年 光文社新書）
- 「脳を鍛える筋トレ PNFとはなにか」（2006年 光文社新書、市川繁之、鈴木克憲との共著）
- 「ラストゴングは打ち鳴らされた」（2006年 早稲田出版）
- 「そしてウツは消えた!」（2007年 宝島社新書、米倉一哉監修）
- 「メンタル・コーチング―流れを変え、奇跡を生む方法」（2007年 光文社新書）
- 「巨人軍に葬られた男たち」（2008年 宝島SUGOI文庫）
- 「ラストゴングは打ち鳴らされた」 （2009年 ランダムハウス講談社文庫）
- 「ある精神科医の試み―精神疾患と542試合のソフトボール」（2009年 中央公論新社）
- 「ルポ 現代のスピリチュアリズム」 （2010年 宝島社新書）
- 「左重心で運動能力は劇的に上がる!」 （2011年 宝島社新書、小山田良治監修）
- 「精神医療に葬られた人びと　潜入ルポ 社会的入院」 （2011年 光文社新書）
- 「精神病棟40年」（2012年 宝島社、時東一郎 著の解説・構成）
- 「夢の先にあった栄光と挫折　プロ野球「異業種」から来た男たち」（2012年 宝島社、永谷脩、田口元義、高野成光との共著）
- 「なぜ日本は、精神科病院の数が世界一なのか」（2012年 宝島社新書）
- 「プロ野球 愛された男たちの墓碑銘」（2013年 宝島SUGOI文庫）
- 「蜃気楼 「長嶋茂雄」という聖域」（2014年 宝島社）
- 「死が贈りものになるとき-亡きわが子から届けられた「生きる意味」の言霊」（2018年 中央公論新社 ）

## 論文
- CiNii収録論文 国立情報学研究所